# Horst Arndt
Horst Arndt (19 de septiembre de 1934-18 de octubre de 2014) fue un deportista alemán que compitió para la RFA en remo.
Participó en los Juegos Olímpicos de Melbourne 1956, obteniendo una medalla de plata en la prueba de dos con timonel. Ganó dos medallas de oro en el Campeonato Europeo de Remo, en los años 1956 y 1957.

## Palmarés internacional
| Representando al Equipo Alemán Unificado |                       |                  |                 |
| Juegos Olímpicos                         |                       |                  |                 |
| Año                                      | Lugar                 | Medalla          | Prueba          |
| 1956                                     | Melbourne (Australia) | Medalla de plata | Dos con timonel |
| Representando a la RFA                   |                       |                  |                 |
| Campeonato Europeo                       |                       |                  |                 |
| Año                                      | Lugar                 | Medalla          | Prueba          |
| 1956                                     | Bled (Yugoslavia)     | Medalla de oro   | Dos con timonel |
| 1957                                     | Duisburgo (RFA)       | Medalla de oro   | Dos con timonel |